# Thagria uncinata
Thagria uncinata är en insektsart som beskrevs av Zhang 1994. Thagria uncinata ingår i släktet Thagria och familjen dvärgstritar. Inga underarter finns listade i Catalogue of Life.